# 西蒙·皮特利克
西蒙·博格托夫特·皮特利克（丹麥語：Simon Bogetoft Pytlick，2000年12月11日—），丹麦男子手球运动员，2023年世界男子手球锦标赛金牌得主、2024年欧洲男子手球锦标赛银牌得主、2024年夏季奥林匹克运动会男子金牌得主。